# Sphecius conicus
Sphecius conicus  (лат.) — вид песочных ос рода Sphecius из подсемейства Bembicinae (триба Gorytini).
Палеарктика. Европа, Россия. Малая и Средняя Азия. Китай.
Осы среднего размера (13-18 мм). Брюшко с белыми или желтыми перевязями. На задних углах среднеспинки небольшие вогнутые участки. Медиальная жилка заднего крыла начинается около конца анальной ячейки. На боках среднегруди развиты эпикнемиальные кили, соединяющиеся вместе в нижней её части. Гнездятся в земле. Ловят мелких цикадок.